# Serrat de Pineda
El Serrat de Pineda és una serra situada al municipi de Montagut i Oix a la comarca de la Garrotxa, amb una elevació màxima de 767 metres.